# Alexander van Millingen
Alexander van Millingen (Costantinopoli, 1840 – Tunbridge Wells, 1915) fu uno studioso nel campo dell'architettura bizantina e professore di storia al Robert College (American Robert College) di Istanbul tra il 1879 e il 1915.

## Biografia
Nacque a Costantinopoli come terzo figlio del dottor Julius Michael Millingen, medico di corte del Sultano, e di sua moglie Zafira Ralli. Studiò al Protestant College sull'isola di Malta e poi alla Blair Lodge Academy di Polmont, nella Scozia centrale. Successivamente conseguì una laurea generale presso l'Università di Edimburgo, prima un BA nel 1861 e poi un MA l'anno seguente. Studiò quindi teologia al New College di Edimburgo, laureandosi nel 1866, dopodiché ottenne la licenza dal Presbiterio della Free Church of Scotland presso Dunkeld.
Fu ordinato sacerdote nella Chiesa Scozzese di Genova nel 1868, dove rimase un anno prima di essere tradotto a Pera, alla periferia di Costantinopoli. Fu nominato professore di letteratura inglese al Robert's College della città nel 1878.
Morì nella frazione di Jervis Wood, a Tunbridge Wells (nel Kent), il 7 settembre 1915.

## Vita privata
Si sposò due volte nella vita: nel luglio 1879 con Antoinette Cora Welch, vedova di Truman Thomson, di Newhaven (Connecticut), che morì in mare nel novembre 1892, mentre nel settembre 1895 con Frances Elizabeth Hope Mackenzie nella cattedrale di Santa Maria a Edimburgo. Quest'ultima era la figlia di Henry Somerset Mackenzie (nato nel 1870), un giudice della Compagnia delle Indie Orientali, ed era trent'anni più giovane di lui al momento del matrimonio. Insieme ebbero tre figli.
Sua sorella Evelina van Millingen, divenne la contessa Pisani.

## Pubblicazioni selezionate
- (EN) Alexander van Millingen, Byzantine Constantinople: the walls of the city and adjoining historical sites, Londra, J. Murray, 1899, LCCN 02007428.[6]
- (EN) Alexander van Millingen, Constantinople, illustrazioni di Warwick Goble, Londra, A. & C. Black, 1906, LCCN 06045156.[7]
- (EN) Alexander van Millingen, Byzantine churches in Constantinople: their history and architecture, Londra, Macmillan, 1912, LCCN 13000463.[8]